# ماویداپورام
ماویداپورام (به لاتین: Maviddapuram) یک منطقهٔ مسکونی در سری‌لانکا است که در ناحیه جفنا واقع شده‌است.